# Traugott Gerber

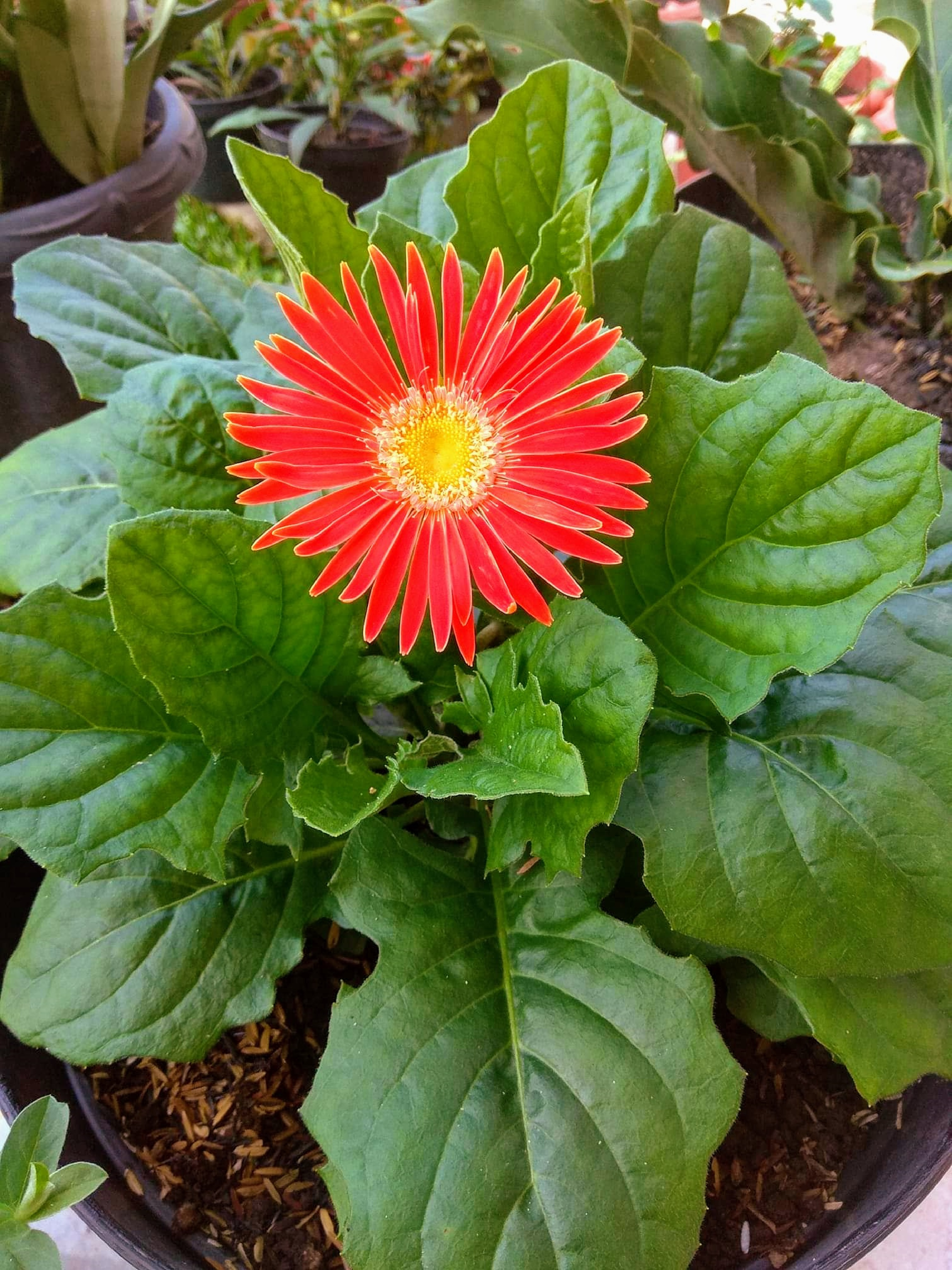
Gerbera nazwa kwiatu od nazwiska Traugotta Gerbera

Traugott Gerber (ur. 16 stycznia 1710 w Zodel (dzielnica gminy Neißeaue), zm. 8 lutego 1743 w Wyborgu) – niemiecki botanik oraz lekarz. Był synem pastora Johanna Georga Gerbera oraz Sidonii Gerber (z domu Pfeiffer). Od roku 1730 studiował na Uniwersytecie w Lipsku (Uniwersität Leipzig) na wydziale medycyny, tamże w roku 1735 uzyskał tytuł doktora. W latach 1735–1742 pracował na terenie Rosji jako lekarz oraz dyrektor ogrodu botanicznego w Moskwie. W latach 1739–1741 był uczestnikiem ekspedycji w rejon Wołgi oraz Donu mającej na celu poszukiwanie roślin leczniczych oraz ziół. Odręczne dokumenty dotyczące tej wyprawy leżą w rosyjskich archiwach.
Nazwa kwiatu gerbery pochodzi właśnie od nazwiska Traugotta Gerbera (jest to eponim z 1735 ukuty przez Jana Frederika Gronoviusa).